# Bruchia (bọ cánh cứng)
Bruchia là một chi bọ cánh cứng trong họ Chrysomelidae.
Chi này được Weise miêu tả khoa học năm 1906.

## Các loài
Các loài trong chi này gồm:
- Bruchia armata Staines, 1932
- Bruchia fulvipes (Baly, 1885)
- Bruchia scapularis Staines, 1932
- Bruchia sparsa Weise, 1906